# لیموت
لیموت (انگلیسی: Lemote) شرکت فناوری اطلاعات چینی است، که در سال ۲۰۰۶ تأسیس شد.